# ロシア・ペルシャ戦争 (1722年-1723年)
ロシア・ペルシャ戦争（ロシア・ペルシャせんそう、ロシア語:Персидский поход、ペルシャ語:جنگ ایران و روسیه ）は、1722年から1723年にかけてロシアとサファヴィー朝ペルシャとの間に起きた戦争である。ロシア歴史学ではピョートル大帝のペルシャ遠征として知られている。サファヴィー朝北部領域のカスピ海と南コーカサス地域でのロシアの影響力拡大を図り、該当地域を衰退するサファヴィー朝に代わりライバル国のオスマン帝国によって奪われてオスマン帝国領になることを防ごうとするロシア皇帝ピョートル1世の企てによって惹き起こされた。

## 遠征
遠征前、ピョートル1世はグルジアのカルトリ王国国王ヴァフタング6世とアルメニア教会司教との同盟を確保した。これらキリスト教を軸とした各集団の指導者たちは、ペルシャとオスマン帝国の領土拡大主義者との紛争に対してロシアの援助を求めていた。
1722年7月、約22,000人のロシア陸軍とコサック兵が、新しく創設されたフョードル・アプラクシン率いるカスピ小艦隊の船にアストラハンから乗り込み、約22,000人の騎兵とコサック兵がツァリーツィンより陸路で合流、8月23日にロシア軍は南ダゲスタンのデルベントを占領した。しかし、秋のカスピ海の嵐で、ピョートル1世はデルベントとスヴャトイ・クレストに駐屯部隊を残してアストラハンに戻ることを余儀なくされた。9月にヴァフタング6世は40,000人のグルジア・アルメニア混成部隊と一緒に進撃するロシア遠征軍に合流する為にギャンジャで宿営したが、ピョートル1世がアストラハンに向かって出発したとの知らせを聞いて、11月にトビリシに戻った。
12月にロシア陸軍と海軍は、ミハエル・マチュシュキン少将の下でラシュトを奪取し、翌1723年7月にバクー攻略の為に軍を前進させた。ロシア軍の勝利と同年春の南コーカサス地域におけるペルシャ領へのオスマン帝国の侵略によって、タフマースブ2世の政権は9月12日、デルベント・バクー・シルヴァン州・ギーラーン州・マーザンダラーン州とアスタラーバードをロシアに割譲するサンクトペテルブルク条約を調印することを余儀なくされた。

## 戦後
ロシアはペルシャ北部を手に入れたが、戦時中であった1722年よりコーカサス・アゼルバイジャンにオスマン帝国が侵攻して、ロシアを牽制しながら支配下に組入れようとしており、1724年にはフランスの仲裁でコンスタンティノープル条約を締結して、この地域の旧ペルシャ領の分割を行なっている。しかし1732年、露土戦争の直前、ロシア皇帝アンナはオスマン帝国に対するロシアとサファヴィー朝の同盟を結ぶ為に、ラシュト条約の条項の中で全ての併合したペルシャ領の返還を謳った。領土放棄は1735年のギャンジャ条約で再確認されている。
この結果は、ピョートル1世の遠征を支持していたグルジアの支配層にとって災難であった。西グルジアのイメレティ王国国王アレクサンデル5世は、かつてより厳しい条件でオスマン帝国の宗主権を受け入れなければならなかった。東グルジアの支配者ヴァフタング6世は既に王位を追われて1724年にロシア宮廷に庇護を受けている状態ではあったが、領土を取り戻す道は厳しく、1737年にアストラハンで客死することになる。オスマン帝国は、ロシアの介入を警戒してコーカサス地方の海岸線沿いの防備を強化した。